# Klubi Sportiv Teuta Durrës
El Klubi Sportiv Teuta Durrës és un club de futbol albanès de la ciutat de Durrës.

## Història
- 1920 : KS Urani
- 1922 : SK Durrës
- 1930 : KS Teuta Durrës
- 1946 : KS Ylli i Kuq Durrës
- 1949 : SK Durrës
- 1951 : KS Puna Durrës
- 1958 - 1991 : KS Lokomotiva Durrës
- 1991 - : KS Teuta Durrës

## Palmarès
- Lliga albanesa de futbol: 2
  - 1993-94, 2020/21
  - 2n (6) : 1931, 1992-93, 1994-95, 1995-96, 2006-07, 2011-12

- Copa albanesa de futbol: 3 
  - 1994-95, 1999-00, 2004-05
  - Finalista (6): 1957, 1974-75, 1993-94, 2000-01, 2002-03, 2006-07

- Supercopa albanesa de futbol:
  - Finalista (3): 1994, 2000, 2005,
  - 1995 no es disputà entre KF Tirana i KS Teuta Durrës

- Segona divisió de la lliga albanesa: 2
  - 1959, 1961

## Futbolistes destacats
| N. | Pos. | Nac. | Jugador         |
| -- | ---- | --- | --------------- |
| —  | DEF  | [[Fitxer:Flag of Albania.svg\|23x15px\|border \|alt=Albània\|link=Selecció de futbol d'Albània\|{{#if:\|]] | Albert Duro     |
| —  | DAV  | [[Fitxer:Flag of Albania.svg\|23x15px\|border \|alt=Albània\|link=Selecció de futbol d'Albània\|{{#if:\|]] | Edmond Kapllani |

| N. | Pos. | Nac. | Jugador        |
| -- | ---- | --- | -------------- |
| —  | MIG  | [[Fitxer:Flag of Australia (converted).svg\|23x15px\|border \|alt=Austràlia\|link=Selecció de futbol d'Austràlia\|{{#if:\|]] | Labinot Haliti |